# Söllitz (Trausnitz)
Söllitz ist ein Ortsteil in der Gemeinde Trausnitz im Landkreis Schwandorf.

## Geographie
Söllitz liegt etwa 25 km westlich der Landesgrenze zu Tschechien im mittleren Oberpfälzer Wald, rund 2 km nordwestlich der Ortschaft Trausnitz auf einer Höhe von 550 Metern. Der Ort ist über die Kreisstraße SAD 30 zu erreichen. In etwa 3,5 km Entfernung  westlich von Söllitz befindet sich die Auffahrt zur Autobahn A 6.

## Geschichte

### Slawische Besiedlung
Slawische Ortsnamen wie Gleiritsch, Hohentreswitz, Söllitz, Köttlitz oder Trefnitz belegen eine frühe Besiedlung der Gegend um die Pfreimd. Aus dem Osten einsickernde slawische Siedler trafen auf aus dem Süden nordwärts vordringende Bajuwaren. In einer weiteren Siedlungsphase, deren Schwerpunkt im 10. Und 11. Jahrhundert lag, entstanden eine Reihe von „dorf“-Orten wie Pamsendorf, Fuchsendorf, Pischdorf oder Altendorf, denen „richt“-Orte und „ried“-Orte wie Trichenricht, Lampenricht oder Zeinried folgten. Der slawisch klingende Ortsname Trausnitz gehört nicht zu diesen frühen Siedlungsnamen. Er bezog sich anfänglich nur auf die Trausnitz und ist als „Traußnit, Trausniht, Trausnicht oder Truwesnicht“ in den Akten zu finden. Das Dorf hatte bis gegen Ende des 14. Jahrhunderts den Namen Sächsenkirchen oder Sessenkirchen, der Name der Burg ging auf das Dorf über und es entstand der Name Trausnitz.

### Beschreibung von Söllitz in Urkunden
In einem Urbar aus den Jahren 1473/75 ist unter Söllitz, das zum Pflegamt Nabburg gehörte, folgende Abgabe aufgeführt: Geldzins 1 Schilling, 15 Pfennige. 1513 nennt das Salbuch des Amtes Nabburg „Seltz Jägergeld jährlich von 2 Höfen“ (Recht der Übernachtung der Jäger auf bestimmten Höfen). Aus einer 1595 erstellten Auflistung, der sogenannten Türkensteuerveranlagung geht hervor, dass „Söliz“ 7 Untertanen hatte, die 7 Gulden, 56 Kreuzer und 3 Pfennige Abgaben für die Finanzierung der Türkenkriege zu leisten hatten. Die Steuerbeschreibung des Pflegamts Nabburg aus dem Jahre 1630 berichtet in „Seelitz“ von 3 Höfen, 3 Gütern, 1 Taferne. In der Herdstättenbeschreibung des Pflegamts Nabburg aus dem Jahre 1721 geht hervor, dass „Sölliz“ 8 Anwesen, 9 Häuser und 9 Feuerstätten hatte, 1762  („Selliz“) und 1792 blieb es bei 8 Anwesen. Nach dem Grundsteuerkataster des Amtes Nabburg aus den Jahren 1842/43 gab es in der Steuergemeinde Söllitz 36 Hofgebäude mit insgesamt 1667 Parzellen und 2290,19 Tagwerk Grund.

### Pfarrei
1782 gehörte die Filialkirche Söllitz (14 Nothelfer) mit folgenden Dörfern, Weilern und Einöden zu Trausnitz im Thal (St. Wenzel): Köttlitz, Söllitz, Atzenhof sowie zwei namentlich nicht genannte Einödmühlen. Die Trausnitzer Kirche St. Wenzeslaus wird auch Versöhnungskapelle genannt. Die heutige neugotische Pfarrkirche St. Josef entstand in den Jahren 1892/93. Im Jahre 1964 hatte das Kirchdorf Söllitz 22 Wohngebäude mit 115 Einwohnern.

### Schule
Die Anfänge der Volksschule reichen weit über das 19. Jahrhundert hinaus zurück. Die Schulen unterstanden meist kirchlicher Obhut. Sie befanden sich damit in privater Hand, der Schulbesuch war nur bestimmten Schichten möglich. Zum anderen sah ein Großteil der ländlichen Bevölkerung die Notwendigkeit der Schulbildung nicht ein. Mit dem Erlass der „Kurfürstlichen Schulordnung“ von 1770 und dem Schulmandat von 1771 unter dem Kurfürsten Maximilian III. Joseph startete die Regierung einen ersten Versuch, die allgemeine Schulpflicht einzuführen. Die Eltern sollten, so stand es in der Verordnung zu lesen, „wer immer sie sind (Standespersonen allein ausgenommen), ihre Kinder ohne Ausnahme in die öffentlichen Schulen“ schicken.
Ferner mangelte es an der organisierten Lehrerausbildung, die für ein solches Vorhaben eine wesentliche Grundlage darstellte. Im beginnenden 19. Jahrhundert besserte sich mit der Schaffung von Lehrerseminaren, wie zum Beispiel 1804 in Amberg, dieser Notstand. Mit dem unter Minister Maximilian von Montgelas in Angriff genommenen Reformwerk kam es zu einem zweiten Versuch, das Schulwesen neu zu organisieren. 1802 übernahm der Staat die oberste Schulaufsicht, verankerte im gleichen Jahr die allgemeine Schulpflicht und setzte 1803 die Sonntagsschulpflicht gesetzlich fest. Die lokale Schulaufsicht unterstand von nun an den Geistlichen. Der Ortspfarrer von Trausnitz übte als Lokalschulinspektor die Aufsicht über den Lehrer und den Unterricht in Söllitz aus, da der Ort 1842 zur Pfarrei Trausnitz gehörte. Die neu eingeführte Schulpflicht verlangte den Schulbesuch „vom 6. bis vollstreckten 12. Jahre“ während des ganzen Jahres. Nach den sechs Werktagsschuljahren, musste der Unterricht, im Regelfall nach dem Sonntagsgottesdienst, an jedem Sonntag besucht werden. Die Bereitstellung von Räumlichkeiten stellte viele Schulgemeinden lange Zeit vor große Probleme. 1842 besuchten die Schule in Söllitz 28 Werktagsschüler und 12 Sonntagsschüler.

## Steuerdistrikt und Gemeindebildung
Das Königreich Bayern wurde 1808 in 15 Kreise eingeteilt. Diese Kreise wurden nach französischem Vorbild nach Flüssen benannt (Naabkreis, Regenkreis, Unterdonaukreis usw.). Die Kreise gliederten sich in Landgerichtsbezirke. Die Bezirke wiederum sollten in einzelne Gemeindegebiete eingeteilt werden. 1811 wurde das Landgericht Nabburg in 58 Steuerdistrikte eingeteilt. Einer davon war (Unter-)Weihern, „bestehend aus den Dörfern Ober- und Unter-Weihern mit dem Schloss der verwitweten Freifrau von Duprel, Weiherhäusl und Söllitz, dem Kirchenholz der Pfarrei Weihern und den Privatwaldungen Kohlschlag und Dreyherrnschlag“. Der Distrikt zählte insgesamt 84 Häuser mit 492 Einwohnern. Im gleichen Jahr gab es im Landgericht Nabburg 22 Obmannschaften, was im heutigen Sinn einer Gemeinde entspricht. Zur Obmannschaft  gehörten Hohentreswitz, Söllitz, Stein, Gnötzendorf, Oberpfreimd, Weihern, Rappenberg, Löffelsberg, Aspachmühle, Stelzlmühle und die „Stadt Pfreimd mit den unmittelbar ämtischen Untertanen“. Im Jahre 1828 gab es in der Landgemeinde Söllitz 24 Wohngebäude mit 28 Familien und 145 Einwohnern. Folgende Ortschaften, Weiler und Einöden gehörten zur Gemeinde Söllitz: Bornmühle, Fuchsendorf, Köttlitz und Söllitz. „Die Umgliederung der ehemals zur Gemeinde Söllitz gehörenden Ortschaften Bornmühle und Fuchsendorf zur Gemeinde Hohentreswitz erfolgte 1946.“

## Persönlichkeiten
- Andreas Schlagenhaufer (* 1941), römisch-katholischer Priester und Umweltaktivist

## Auflösung der Gemeinde Söllitz
Am 1. Mai 1978 wurde die Gemeinde Söllitz in die Gemeinde Trausnitz eingegliedert.

## Bilder

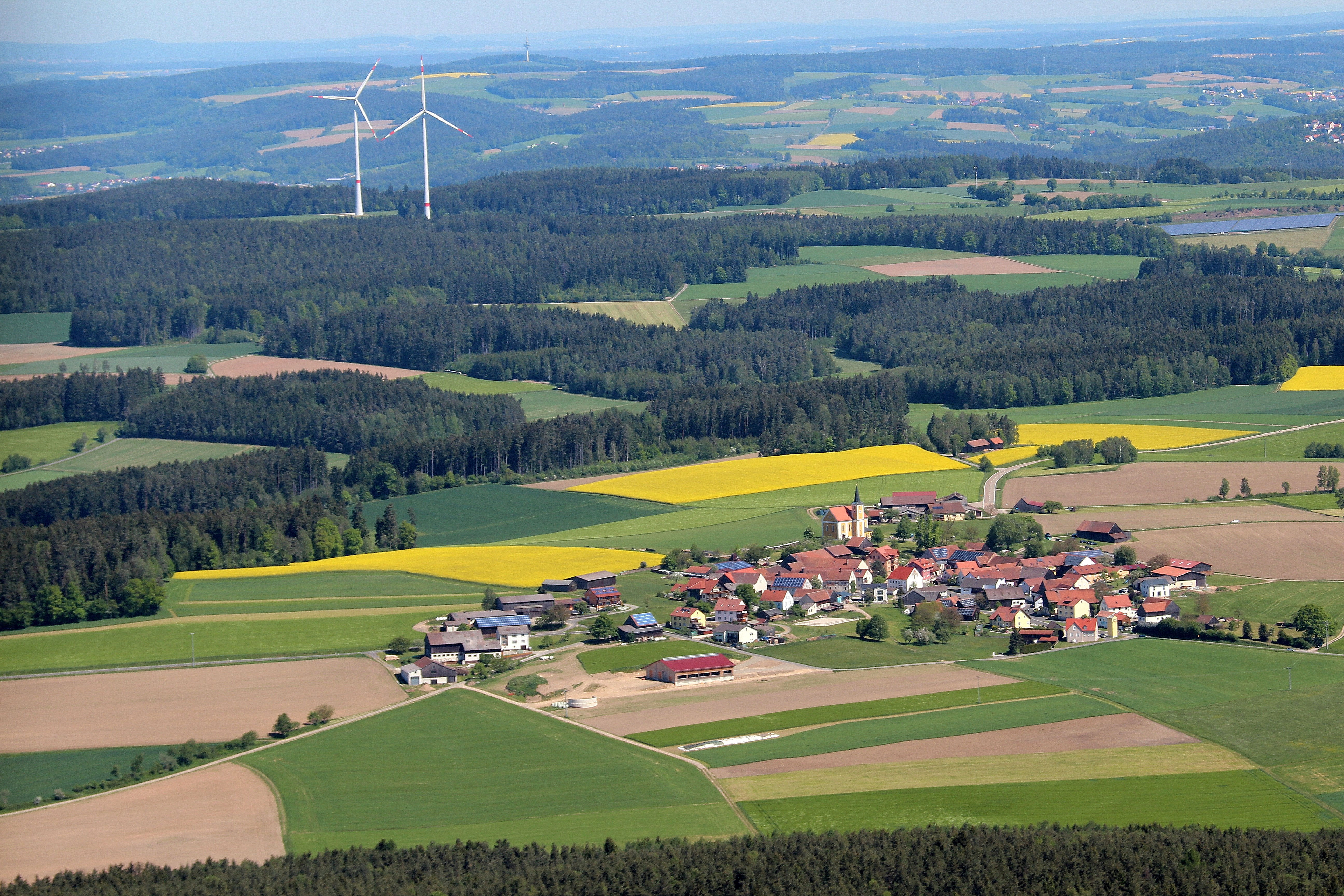
Söllitz (2016)
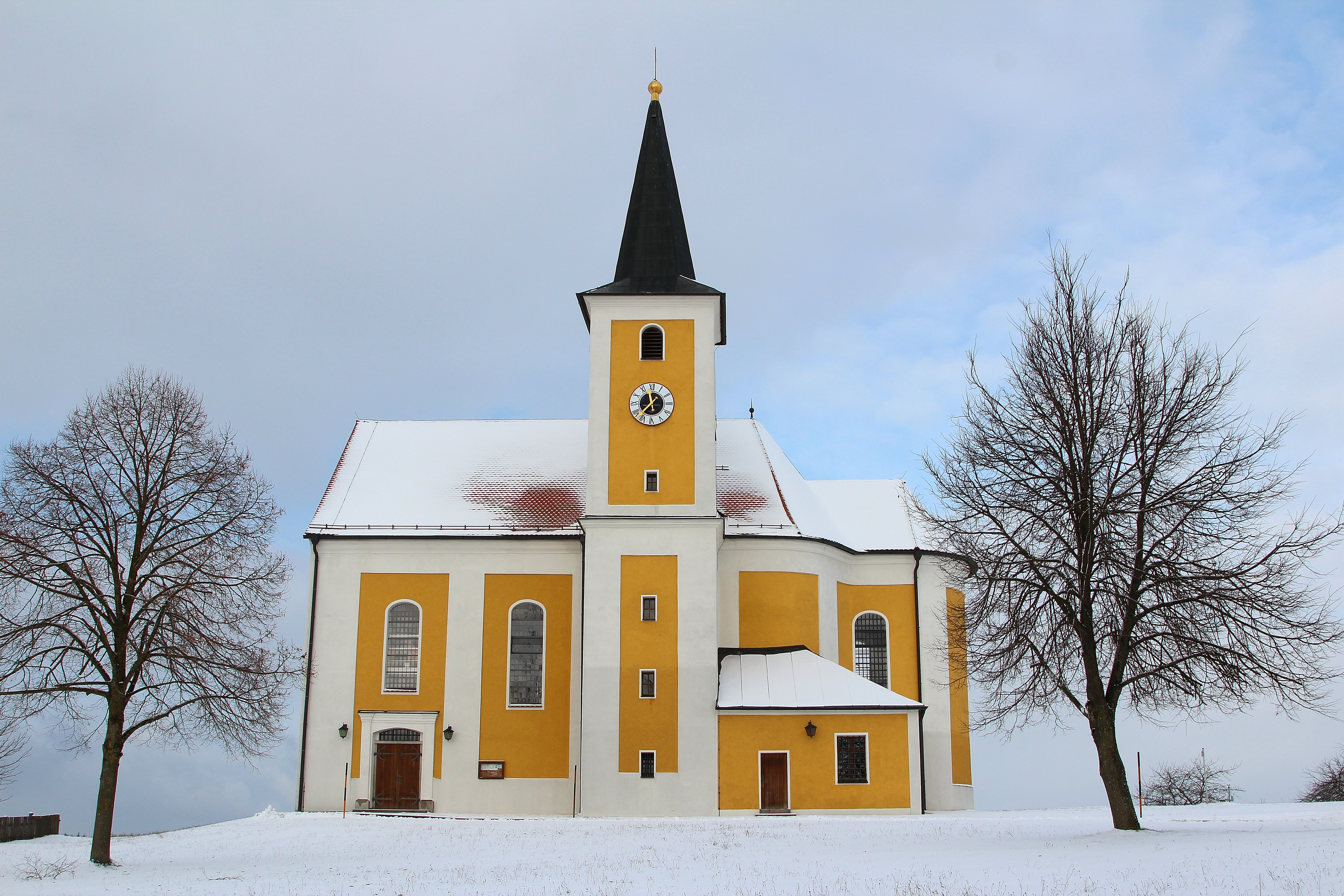
Kirche 14 Nothelfer (2016)
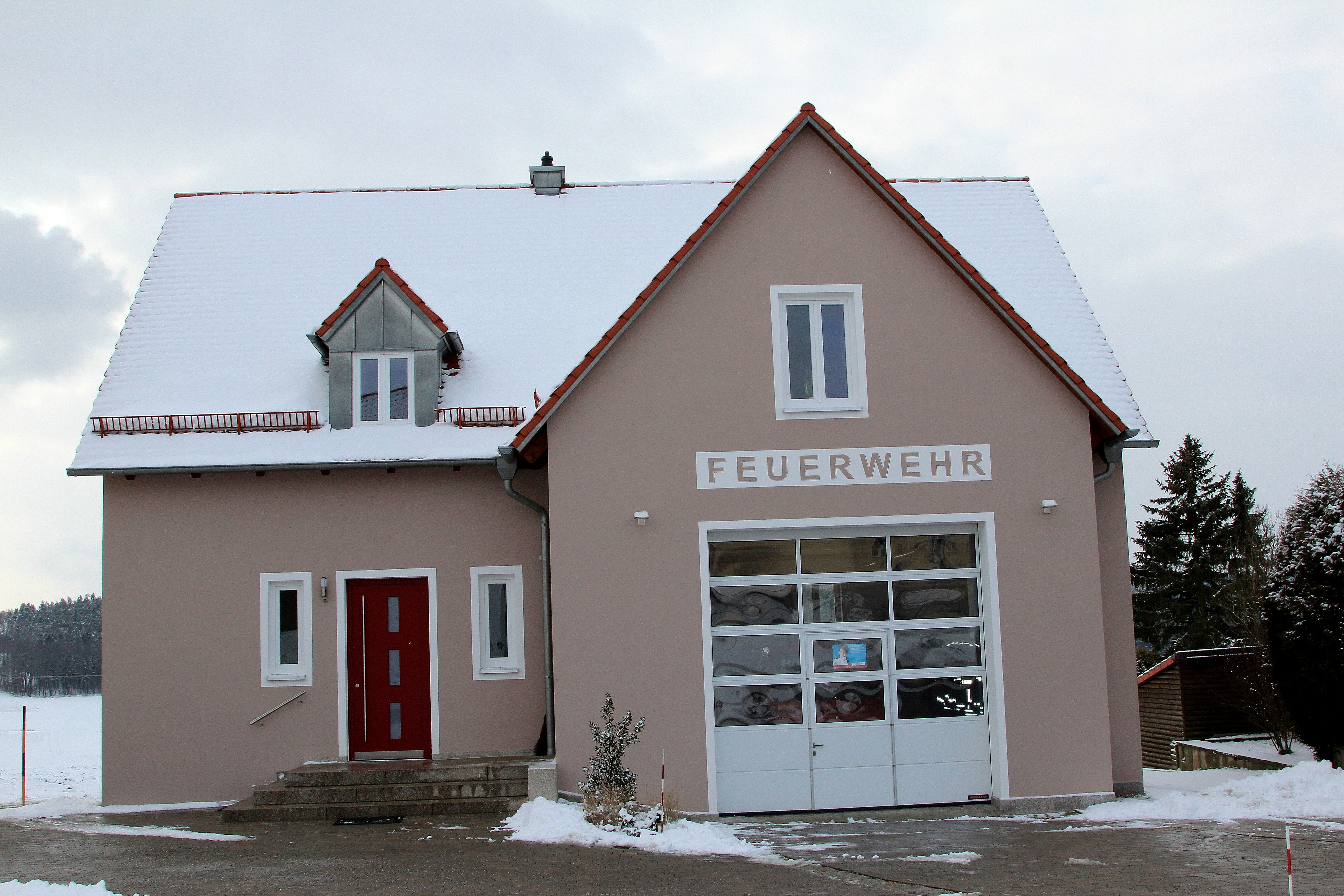
Feuerwehrhaus (2016)